# Inger Rosengren
Inger Tilly Rosengren (* 14. Juli 1934 in Aarhus) ist eine schwedische Linguistin und emeritierte Professorin für Germanistik.

## Biografie
Inger Rosengren, geborene Hofmann, zog 1947 mit ihren Eltern nach Malmö in Schweden und dann weiter nach Lund, wo sie den größten Teil ihrer Forscherkarriere verbrachte. Nach dem Studium der theoretischen Philosophie und der modernen Sprachen erhielt sie 1957 ihren Magister und 1961 ihr Lizentiat der Philosophie. Sie promovierte 1966 mit der Dissertation Eine quantitative Verteilungsanalyse einiger mittelhochdeutscher Adjektive; Sture Allén und Tilo von Sparr saßen im Prüfungsausschuss. Im selben Jahr wurde sie außerordentliche Professorin. 1971 wurde sie als Professorin für Germanistik an das Institut für Germanistik der Universität Lund berufen, dessen Leiterin sie auch mehrere Jahrzehnte lang war. 1956 heiratete sie den Soziologen und Literaturwissenschaftler Karl Erik Rosengren, der Professor für Massenmedien und Kommunikation war und 2013 verstorben ist. Das Paar hat drei Söhne. Inger Rosengren lebt seit 2001 in Stockholm in Schweden.

## Forschung
Rosengrens Forschung konzentrierte sich zunächst auf quantitative Aspekte der Sprachgeschichte, wie z. B. bestimmte Adjektive in der mittelalterlichen Ritterdichtung. Sie interessierte sich aber auch für das moderne Deutsch, was zur Veröffentlichung eines Frequenzwörterbuchs der deutschen Zeitungssprache führte, das von Alléns „Nusvensk Frekvensordbok“ inspiriert war. Das moderne Deutsch wurde in den späten 1970er Jahren auch im Projekt Fachsprachliche Kommunikation behandelt, das die Kommunikation zwischen deutschen und schwedischen Technikern und Wirtschaftswissenschaftlern studierte und die dort auftretenden Probleme abbildete.
Ab Anfang der 1980er Jahre konzentrierte sich Rosengrens Forschung allmählich auf die Grammatik und insbesondere auf die Beziehung zwischen Semantik, Syntax und Pragmatik. Hier wurde sie stark von Noam Chomskys Theorien inspiriert. Ein frühes Werk in dieser Gattung ist ihr Beitrag zu einer Arbeit über Kasus von 1978. Die Arbeiten wurden in Zusammenarbeit mit schwedischen Forschern wie Margareta Brandt, Ingemar Persson, Christer Platzack, Lars Åhlander und Sven-Gunnar Andersson, sowie international tätigen Forschern wie Marga Reis, Hubert Haider, Wolfgang Motsch, Ilse Zimmermann, Norbert Fries und Manfred Bierwisch durchgeführt. Ein Großteil der internationalen Zusammenarbeit fand im Rahmen des Programms Sprache und Pragmatik statt, das 1980 mit einem großen Symposium unter Leitung von Reis und Rosengren begann und zu zahlreichen Publikationen führte. Parallel dazu veröffentlichte Rosengren eigene Forschungen außerhalb des Programms in verschiedenen internationalen Fachzeitschriften.
Darüber hinaus war Rosengren Mitglied des Ausschusses für Geisteswissenschaften der Jubiläumsstiftung der schwedischen Nationalbank. Gemeinsam mit Lars-Gunnar Andersson war sie Initiatorin der Graduiertenschule für moderne Sprachen derselben Jubiläumsstiftung, die im Zeitraum 1995–2005 rund dreißig Doktoranden ausbildete.
Rosengrens Forschung ging auch nach ihrer Emeritierung weiter. Die neueste Publikation ist ein Artikel über Imperativsätze, den sie zusammen mit Christer Platzack verfasst und 2017 veröffentlicht hat.

## Unterricht
Neben der Forschung hat Rosengren an der Universität Lund gelehrt und mehrere Doktoranden betreut. Sie setzte sich für die Stärkung des Schwedischunterrichts ein und veröffentlichte Lehrmaterialien, wie z. B. German Syntax for University Level, das in mehreren Ausgaben veröffentlicht wurde.

## Publikationen
- Rosengren, Inger (1962). Sprache und Verwandtschaft einiger althochdeutschen und altsächsischen Evangelienglossen. Scripta Minora 1962-1963:4.
- Rosengren, Inger (1966). Eine quantitative Distributionsanalyse einiger mittelhochdeutscher Adjektive. Lunder Germanische Forschungen, No 3Wikipedia:Weblinks (Lunds universitet och Köpenhamns universitet).
- Rosengren, Inger (1969). Wort und Wortform. Studia Linguistica 23 (2): sid. 103–113. doi:10.1111/j.1467-9582.1969.tb00870.x. ISSN 0039-3193
- Green, D. H.; Rosengren, Inger (1971). Inhalt und Struktur. Milti und seine Sinnverwandten im Althochdeutschen. The Modern Language Review 66 (2): sid. 431. doi:10.2307/3722931.
- Rosengren, Inger (1977).Ein Frequenzwörterbuch der deutschen Zeitungssprache: Die Welt, Süddeutsche Zeitung. LiberLäromedel/Gleerup. ISBN 978-91-40-04470-9.
- Rosengren, Inger (1978). Werner Abraham (red). Die Beziehungen zwischen semantischen Kasusrelationen und syntaktischen Satzgliedfunktionen: Der freie Dativ. John Benjamins Publishing Company. sid. 377. doi:10.1075/slcs.1.24ros. ISBN 978-90-272-0962-7.
- Traugott, Elizabeth Closs; Rosengren, Inger (1982). Sprache und Pragmatik: Lunder Symposium 1980. Language 58 (3): sid. 741. doi:10.2307/413891.
- Brandt, Margareta; Rosengren, Inger (1983). Das deutsche Finalsatzgefüge in kontrastiver Sicht. Studia Linguistica 37 (2): sid. 146–160. doi:10.1111/j.1467-9582.1983.tb00319.x. ISSN 0039-3193.
- Rosengren, Inger (1987). Hierarchisierung und Sequenzierung von Illokutionen: zwei interdependente Strukturierungsprinzipien bei der Textproduktion. STUF - Language Typology and Universals 40 (1-6): sid. 28–44. doi:10.1524/stuf.1987.40.14.28. ISSN 2196-7148.
- Brandt, Margareta; Rosengren, Inger; Zimmermann, Ilse (1990). Satzmodus, Modalität und Performativität. STUF - Language Typology and Universals 43 (1-4): sid. 120–149. doi:10.1524/stuf.1990.43.14.120. ISSN 2196-7148.
- Rosengren, Inger (1990). Satzmodus als Sprechereinstellung?. STUF - Language Typology and Universals 43 (1-4). doi:10.1524/stuf.1990.43.14.111. ISSN 2196-7148.
- Brandt, Margareta; Falkenberg, Gabriel; Fries, Norbert; Liedtke, Frank; Meibauer, Jörg; Öhlschläger, Günther (1990). Die performativen Äußerungen – eine empirische Studie. STUF - Language Typology and Universals 43 (1-4). doi:10.1524/stuf.1990.43.14.355. ISSN 2196-7148.
- Rosengren, Inger (1990). Språk och pragmatik. Forskning i ett föränderligt samhälle. Stiftelsen Riksbankens jubileumsfond 1965-1990. Härnkvist, Kjell; Svensson, Nils-Eric (utg). Gidlunds, 1980.
- Rosengren, Inger (1992). Inger Rosengren (red). Zur Grammatik und Pragmatik der Exklamation. DE GRUYTER. sid. 263–306. doi:10.1515/9783111353210.263. ISBN 978-3-484-30278-5.
- Reis, Marga; Rosengren, Inger (1992). What do Wh-imperatives tell us about Wh-movement? Natural Language and Linguistic Theory 10 (1): sid. 79–118. doi:10.1007/BF00135359. ISSN 0167-806X.
- Rosengren, Inger (1992). Satz und Illokution. De Gruyter. ISBN 3-484-30278-X.
- Krifka, Manfred; Reis, Marga; Rosengren, Inger (1993). Fragesätze und Fragen. Language 69 (4): sid. 873. doi:10.2307/416930.
- Rosengren, Inger (1994). Brigitta Haftka. red. Scrambling — was ist das?. Verlag für Sozialwissenschaften. sid. 175–196. doi:10.1007/978-3-322-90875-9_11. ISBN 978-3-531-12490-2.
- Platzack, Christer; Rosengren, Inger (1997). On the subject of imperatives: A minimalist account of the imperative clause. Journal of Comparative Germanic Linguistics 1 (3): sid. 177–224. doi:10.1023/A:1009747522177.
- Rosengren, Inger (1997). The thetic/categorical distinction revisited once more. ling 35 (3): sid. 439–480. doi:10.1515/ling.1997.35.3.439. ISSN 0024-3949.
- Haider, Hubert; Rosengren, Inger (1998). Scrambling.
- Rosengren, Inger (2002). EPP: A Syntactic Device in the Service of Semantics. Studia Linguistica 56 (2): sid. 145–190. doi:10.1111/1467-9582.00091. ISSN 0039-3193.
- Andersson, Sven-Gunnar; Brandt, Margareta; Persson, Ingemar; Rosengren, Inger; (2002). Tysk syntax för universitetsnivå. Studentlitteratur. 2002, ISBN 978-91-44-04110-0.
- Haider, Hubert; Rosengren, Inger (2003). Scrambling: Nontriggered Chain Formation in OV Languages. Journal of Germanic Linguistics 15 (03). doi:10.1017/S1470542703000291. ISSN 1470-5427
- Rosengren, Inger; Platzack, Christer (2017). What makes the imperative clause type autonomous? A comparative study in a modular perspective. Working Papers in Scandinavian Syntax(98):1-82.